# Juniperus

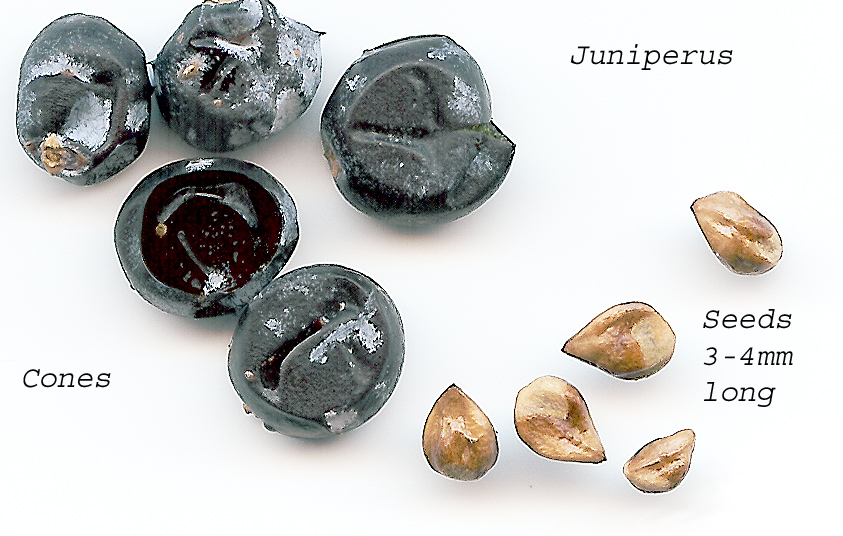
Cones (bagas de zimbro) e sementes.

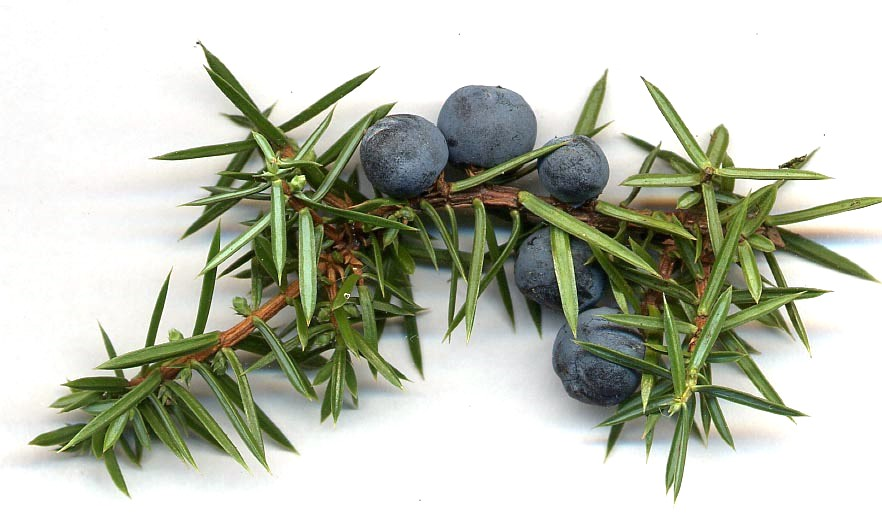
Cones e folhas de Juniperus communis

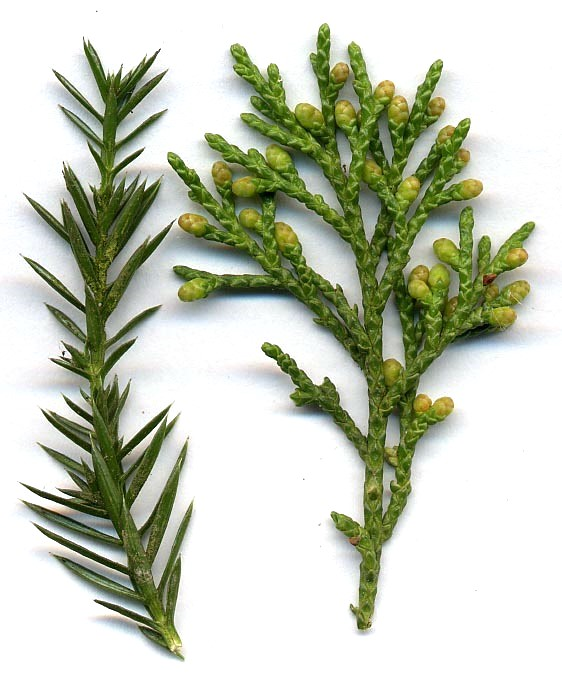
Detalhes de rebentos jovens de Juniperus chinensis, com folhas juvenis aciformes (à esquerda) e folhas adultas escamiformes e cones imaturos (direita).

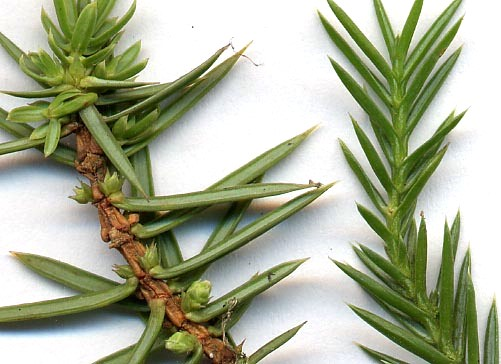
Agulhas de Juniperus (imagem ampliada): à esquerda Juniperus communis (Juniperus sect. Juniperus; note as agulhas fundidas na base); à direita Juniperus chinensis (Juniperus sect. Sabina; note as agulhas separadas na base base, mas gradualmente aderentes ao caule).

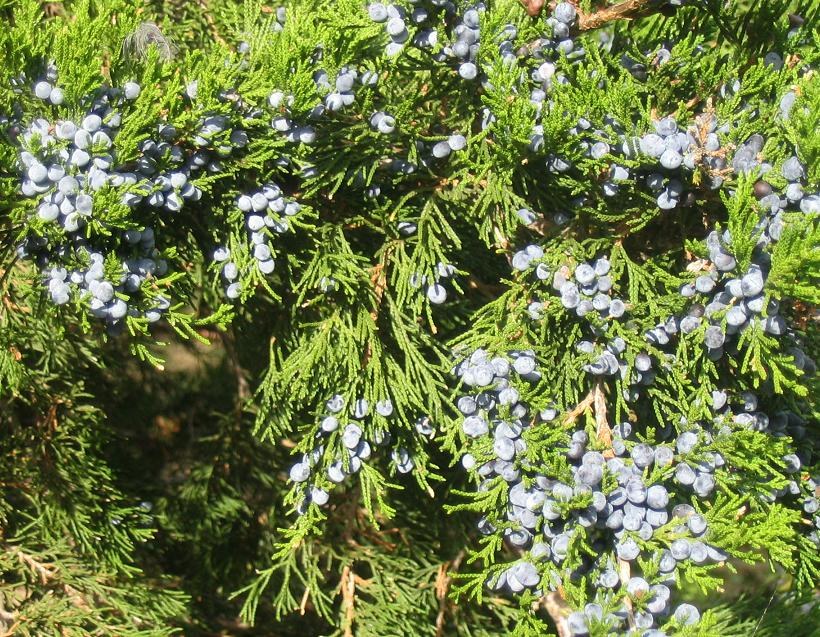
Exemplar de Juniperus virginiana com cones maduros (Outubro).

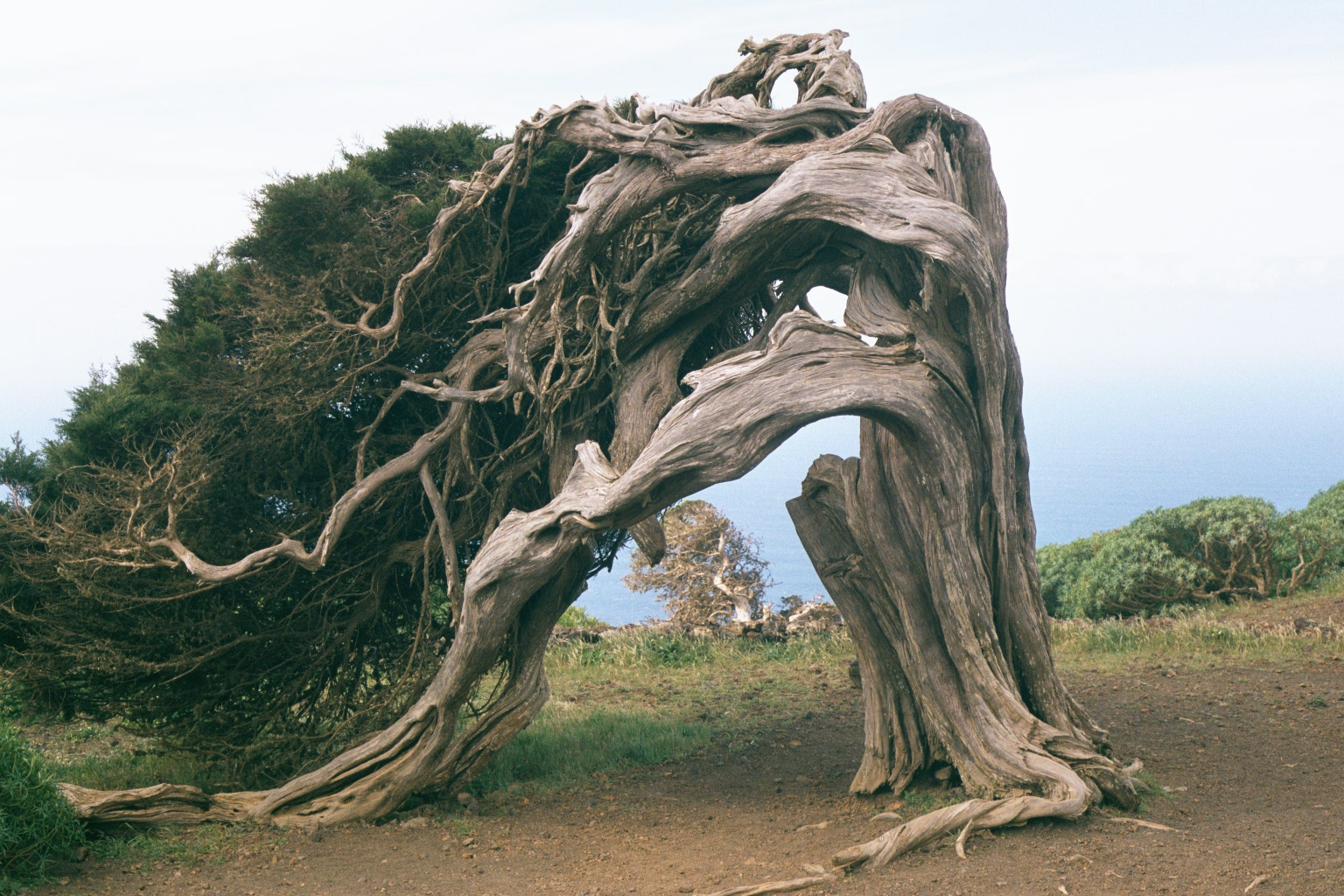
Juniperus phoenicea em El Hierro, Canárias.

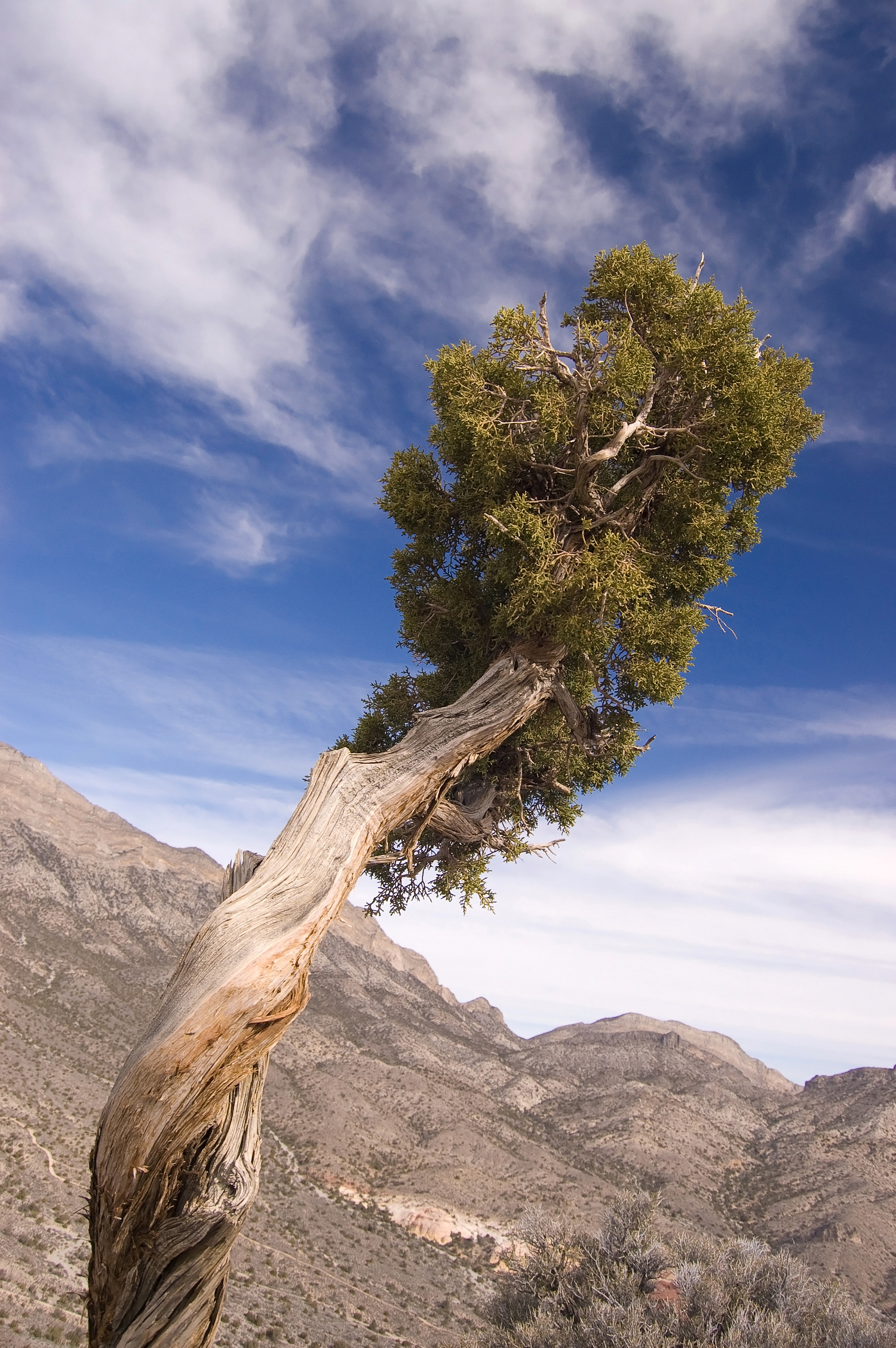
Exemplar de Juniperus osteosperma (Nevada).

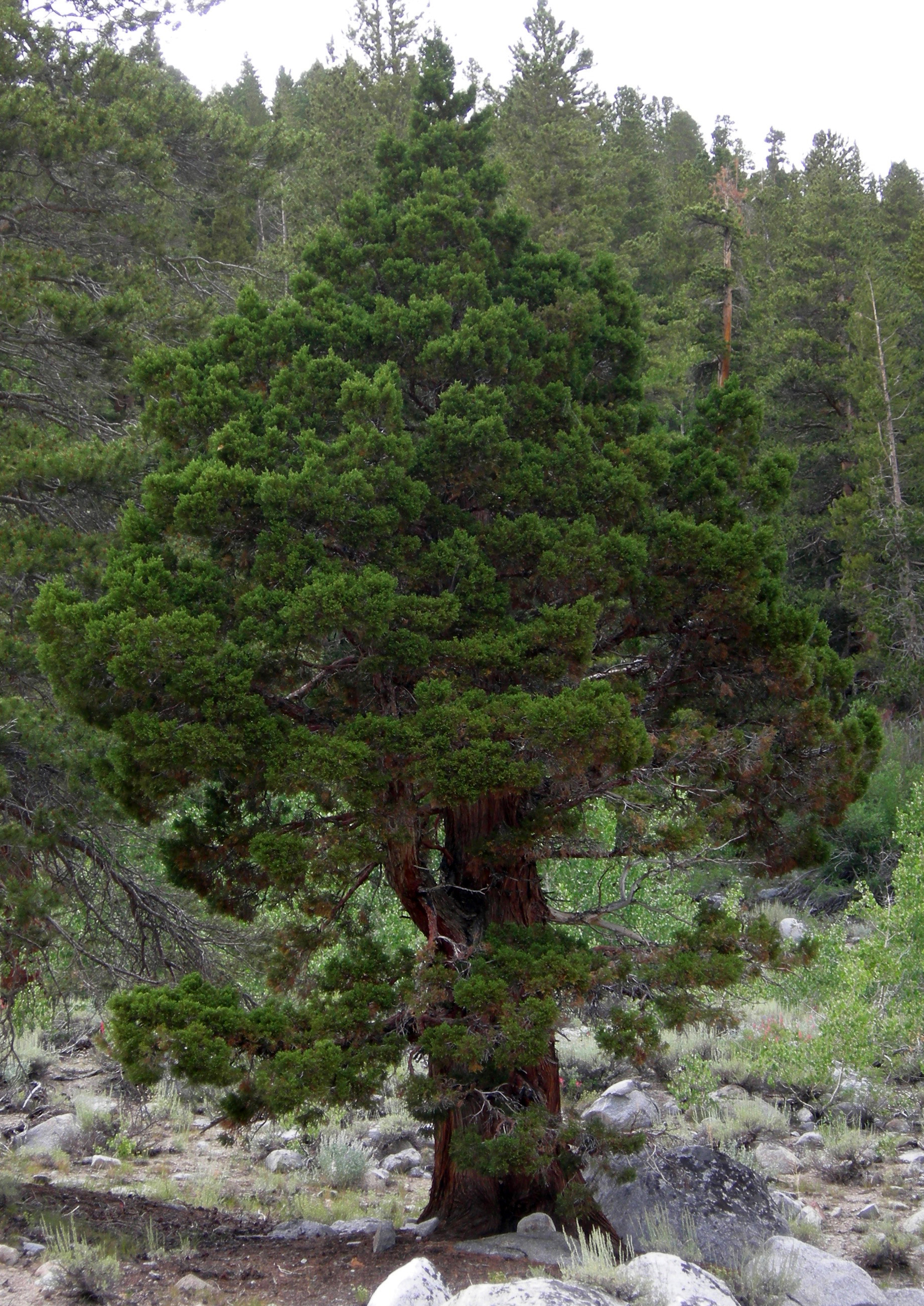
Juniperus occidentalis var. australis (Rock Creek Canyon, leste da Sierra Nevada, Califórnia.

Juniperus L. é um género de coníferas pertencente à família Cupressaceae, que inclui 50-67 espécies (em função da estruturação taxonómica adoptada) de arbustos procumbentes, arbustos e árvores de médio porte, caracterizados por apresentarem tronco robusto, madeira duradoura e, em geral, excepcional longevidade. O género tem uma distribuição natural alargada pelo Hemisfério Norte, desde as costas do Ártico até à região tropical da África e às regiões montanhosas da América Central. O género apresenta a sua máxima diversidade nas regiões de clima mediterrânico. As espécies integradas neste género são conhecidas pelos nomes comuns de zimbro, zimbreiro, junípero e sabina.

## Descrição
As espécies integradas no género Juniperus variam entre árvores com 20–40 metros de altura e arbustos colunares ou procumbentes, alguns assumindo uma forma rastejante com longos ramos apoiados no solo.
Todas as espécies são de folhagem perene, com folhas aciformes (em forma de agulha) ou escamiformes (em forma de escama), sendo comum a presença de folhas juvenis aciformes nos ramos jovens e folhas escamiformes nos ramos adultos. O género inclui espécies monoicas e dioicas.
Os cones femininos apresentam características muito próprias, com escamas carnudas coalescentes que se fundem para formar um gálbulo, uma estrutura semelhante a um "fruto" do tipo baga, com 4–27 milímetros de raio contendo 1-12 sementes com tegumento escuro e endurecido, desprovidas de asas ou quaisquer outras adaptações à anemocoria. Em algumas espécies, as falsas bagas, quando maduras, são vermelho-acastanhadas ou alaranjadas, mas, na maioria, são negras ou azuladas. A estrutura carnuda, conhecida por "baga de zimbro", é, geralmente, aromática e com um sabor fortemente adstringente a pinho, sendo, por isso, utilizada como especiaria em culinária e como aromatizante e corante na confecção de bebidas destiladas.
Os cones masculinos são similares aos das restantes Cupressaceae, com 6-20 escamas. A produção de pólen é abundante, sendo o transporte essencialmente por dispersão anemófila.
A maioria das espécies produz floresce durante a primavera, mas em algumas a polinização ocorre no outono.  A maturação da semente, em função da espécie, ocorre 6–18 meses após a polinização.
Muitas espécies de Juniperus, entre as quais J. chinensis e J. virginiana, apresentam dimorfismo foliar, com dois tipos morfológicos de folhas bem distintos: (1) as plantas jovens e alguns ramos juvenis apresentam folhas aciculares (em forma de agulha) com 5–25 milímetros de comprimento; e (2) as folhas na plantas maduras são maioritariamente pequenas escamas, com 2–4 milímetros de comprimento, imbricadas e fortemente aderentes aos caules. Nestas espécies, quando a folhagem do tipo juvenil ocorre em plantas adultas, em geral instala-se em rebentos jovens situados em partes ensombradas da planta, com a folhagem adulta presente nas partes com melhor insolação. As folhas em rebentos de crescimento rápido apresentam por vezes características intermédias entre as folhagens juvenil e adulta.
Em algumas espécies, como J. communis e J. squamata, a folhagem retém as características juvenis, sendo totalmente aciforme. Em algumas destas espécies, entre as quais J. communis, as agulhas são agrupadas na base, geralmente em tripletos, enquanto em outras, como J. squamata, as agulhas fundem-se gradualmente com o caule sem que ocorra a junção entre elas.
As folhas aciformes dos Juniperus são, em geral, aguçadas e endurecidas, o que torna o manuseamento da folhagem juvenil difícil. Esta característica fornece uma forma valiosa de identificação das plântulas deste género, particularmente quando seja necessário distingui-las de espécies de géneros com características foliares similares, como Cupressus e Chamaecyparis, que, apesar da semelhança morfológica, apresentam folhas macias.
A folhagem de Juniperus é o alimento exclusivo das larvas de alguns Lepidoptera, incluindo espécies como Bucculatrix inusitata e Thera juniperata. Constitui também alimento facultativo para outras larvas de lepidópteros como Chionodes electella, Chionodes viduella, Eupithecia pusillata e Panolis flammea. As larvas de algumas espécies, entre as quais a traça Cydia duplicana, alimentam-se do ritidoma em torno de áreas que sofram danos mecânicos ou antracnose.

## Etnobotânica

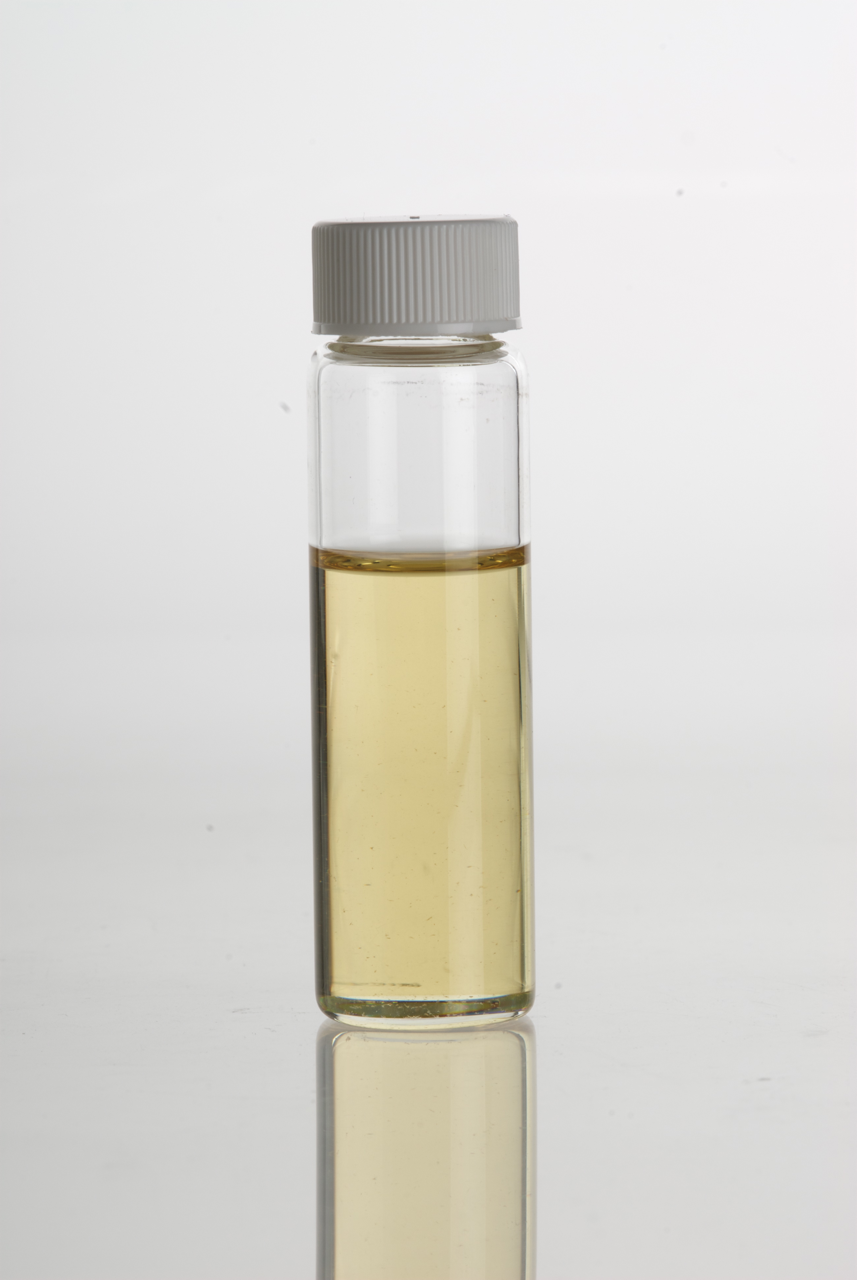
Óleos essenciais de Juniperus osteosperma e Juniperus scopulorum.

As bagas de zimbro, a designação comum dos cones maduros de Juniperus, são utilizadas como especiaria num vasto conjunto de confecções culinárias e em bebidas alcoólicas. A sua utilização mais conhecida é como fonte primária do sabor do gin, bebida cujo nome aliás deriva da designação dada às plantas deste género na língua flamenga (genever).  As bagas de zimbro são também a fonte principal do sabor e cor do licor Jenever (ou genebra) e das cervejas do tipo sahti.  Molhos ou purés confeccionados com baga de zimbro são populares como tempero para pratos confeccionados com caça (rola, faisão, coelho-bravo e gamo), carne de vitela e outras carnes.
Muitas das populações pré-históricas do Hemisfério Norte viviam em zonas onde as florestas de zimbro eram frequentes, o que explica a utilização de diversas espécies de Juniperus para fins alimentares, combustível, madeira, abrigo e fabrico de utensílios. Algumas espécies, como J. chinensis no leste da Ásia, são extensivamente utilizadas em paisagismo, jardinagem e horticultura. J. chinensis é uma das espécies mais populares para criar bonsai, sendo considerada um símbolo de longevidade, força, atleticismo e fertilidade.
Algumas espécies deste género são susceptíveis à infestação por Gymnosporangium, um fungo causador da doença da ferrugem das macieiras, razão pela qual essas espécies de Juniperus podem funcionar como hospedeiro alternativo em regiões produtoras de maçãs.
Algumas espécies de junípero são produtoras de excelente madeira, rija e duradoura, sendo esta conhecida como cedro. Entre estas espécies inclui-se Juniperus virginiana, cuja madeira é conhecida por cedro-vermelho, e Juniperus brevifolia, cuja madeira é conhecida por cedro-do-mato. Estas madeiras são frequentemente utilizadas em marcenaria, talha e estatuária. São particularmente conhecidas as peças de mobiliário com entalhes ou com gavetas feitas destes cedros, já que o seu odor é considerado como repelente de traças do papel, traças dos tecidos e outros insectos infestantes de materiais armazenados.
Em Marrocos a madeira de arar (Juniperus phoenicea) é utilizada para fazer embutidos em copos, jarros e outros recipientes destinados a água para beber, já que a sua resina (gitran) torna a água fragrante e é considerada como boa para os dentes.
Alguns povos ameríndios, como os navajos, utilizam extractos de Juniperus para tratar diabetes. Estudos em animais demonstraram que o tratamento com extractos de junípero pode retardar o desenvolvimento da diabetes induzida por streptozotocin em ratos de laboratório. São também conhecidos usos das bagas de Juniperus como contraceptivo feminino por povos ameríndios. O médico e herbalista Nicholas Culpeper (do século XVII) recomendava o uso de bagas maduras de Juniperus para tratar afecções como asma e ciática e como forma de acelerar o nascimento das crianças.
A crença de que o incenso de zimbro afasta o mal era comum entre os povos turcos. Jeremiah Curtin observou que alguns xamãs na Sibéria usavam incenso de zimbro antes de sacrificar animais.
As bagas de Juniperus podem ser destiladas a vapor para produzir um óleo essencial, fortemente fragrante e com uma coloração que varia de incolor a amarelado ou esverdeado pálido. Alguns dos seus componentes mais comuns são o alfa-pineno, cadineno, canfeno e terpineol.
Pequenas tábuas de madeira de Juniperus são utilizadas como revestimento de construções no norte da Europa, com destaque para a Escandinávia, como por exemplo em Havrå, Noruega.

## Espécies
O número de espécies incluídas no género varia entre 52 e 67, consoante os autores. O género foi dividido em várias secções e subsecções em função das características morfológicas das espécies, ainda que a distribuição das várias espécies ainda se mantenha pouco clara, com investigações ainda em curso e pouco conclusivas. A secção Juniperus é considerada um grupo monofilético.
- Juniperus secção Juniperus: Com folhas adultas em forma de agulha, em conjuntos de três, unidas na base.
  - Juniperus secção Juniperus subsecção Juniperus: Cones com três sementes separadas; agulhas com uma faixa estomática.
    - Juniperus communis - ou zimbro-rasteiro
      - Juniperus communis subsp. alpina

    - Juniperus conferta
    - Juniperus rigida

  - Juniperus secção Juniperus subsecção Oxycedrus: Cones com três sementes separadas; agulhas com duas faixas estomáticas.
    - Juniperus brevifolia — cedro-do-mato (nos Açores)
      - Juniperus brevifolia subsp. maritima[11]
      - Juniperus brevifolia subsp. brevifolia var. brevifolia[11]
      - Juniperus brevifolia subsp. brevifolia var. montanum[11]

    - Juniperus bermudiana
    - Juniperus cedrus
    - Juniperus deltoides
    - Juniperus formosana
    - Juniperus luchuensis
    - Juniperus navicularis
    - Juniperus oxycedrus — cedro-de-espanha
    - Juniperus macrocarpa (J. oxycedrus subsp. macrocarpa)

  - Juniperus secção Juniperus subsecção Caryocedrus: Cones com três sementes unidas; agulhas com duas faixas estomáticas.
    - Juniperus drupacea
- Juniperus secção Sabina: Com folhas escamiformes. As folhas adultas assemelham-se a escamas, tal como as do género Cupressus, em pares opostos ou conjuntos de três, enquanto que as folhas juvenis têm forma de agulha e não se juntam na base, tal como as que apenas têm folhas em forma de agulha:
  -     - Juniperus angosturana
    - Juniperus ashei
    - Juniperus barbadensis
    - Juniperus bermudiana — cedro-das-bermudas
    - Juniperus californica
    - Juniperus chinensis
      - Juniperus chinensis var. sargentii

    - Juniperus coahuilensis
    - Juniperus comitana
    - Juniperus convallium
    - Juniperus deppeana
    - Juniperus durangensis
    - Juniperus excelsa
      - Juniperus excelsa subsp. polycarpos

    - Juniperus flaccida
    - Juniperus foetidissima
    - Juniperus gamboana
    - Juniperus gaussenii
    - Juniperus horizontalis
    - Juniperus indica
    - Juniperus jaliscana
    - Juniperus komarovii
    - Juniperus monosperma
    - Juniperus monticola
    - Juniperus occidentalis
      - Juniperus occidentalis subsp. australis

    - Juniperus osteosperma
    - Juniperus phoenicea
    - Juniperus pinchotii
    - Juniperus procera
    - Juniperus procumbens
    - Juniperus pseudosabina
    - Juniperus recurva
      - Juniperus recurva var. coxii

    - Juniperus sabina
      - Juniperus sabina var. davurica

    - Juniperus saltillensis
    - Juniperus saltuaria
    - Juniperus scopulorum
    - Juniperus semiglobosa
    - Juniperus squamata
    - Juniperus standleyi
    - Juniperus thurifera
    - Juniperus tibetica
    - Juniperus turbinata
    - Juniperus virginiana
      - Juniperus virginiana subsp. silicicola

    - Juniperus wallichiana

## Classificação lineana do género
| Sistema | Classificação                     | Referência               |
| ------- | --------------------------------- | ------------------------ |
| Linné   | Classe Dioecia, ordem Monadelphia | Species plantarum (1753) |